# Pharyngalisation
La pharyngalisation est un trait d'articulation secondaire des sons d'une langue.
Ce trait, comme beaucoup d'autres articulations secondaires, est considéré comme un trait accompagnant les voyelles.
On le trouve fréquemment associé aux consonnes, dans des langues telles que l'arabe (tous les dialectes de l'arabe n'utilisent pas cette articulation). On trouve dans les manuels d'arabe le terme de consonne emphatique. Dans cette langue, on oppose les consonnes « simples » et leur variante « emphatique ». Ainsi les sons t, ð, s [t, ð, s] possèdent une variante emphatique : ṭ, ð̣, ṣ [tˤ, ðˤ, sˤ].
En phonétique descriptive, il s'agit en fait d'une pharyngalisation.
Précisons toutefois que le terme emphatique dans la description courante des langues sémitiques ne désigne pas toujours la même réalité. En effet, en hébreu, les consonnes emphatiques sont des consonnes glottalisées.
D'un point de vue articulatoire, la consonne est prononcée conjointement à une constriction au niveau du pharynx. Ce mouvement particulier du pharynx se retrouve dans deux consonnes de l'arabe, les fricatives pharyngales.
Il semble qu'on puisse distinguer selon les langues des articulations plus ou moins "hautes" ou "basses".